# 熊宇奇
熊宇奇（1558年—？），字正子，號石門，江西南昌府新建縣人，民籍，明朝政治人物。

## 生平
萬曆十年（1582年）壬午科江西鄉試八十四名，萬曆十四年（1586年）丙戌科會試一百七十六名，登二甲第五十六名進士。兵部观政，十六年六月授刑部主事，二十一年補山西司主事，二十二年陕西主考，本年升员外郎，二十三年升郎中，二十三年八月升湖广提学佥事，二十六年五月升四川参议。考察調用，三十三年十二月復除福建参议，三十五年十二月升漳南道副使，四十年闰十一月起补浙江副使，四十三年七月升湖广参政，四十六年十一月升本省按察使，晉右布政使，天啓元年（1621年）二月因病乞休。

## 家族
曾祖熊鎧；祖父熊世模，曾任壽官；父熊登之，曾任廩生。母勞氏。重庆下。弟宇毅、宇廉（庠生）、宇韶。